# Katastrofa lotu American Eagle 4184
Katastrofa lotu American Eagle 4184 – wypadek lotniczy, który wydarzył się 31 października 1994 roku w Roselawn w stanie Indiana. Samolot ATR 72-212 (nr. rej. N401AM), linii American Eagle, lecący z Indianapolis do Chicago (lot nr 4184) rozbił się w wyniku oblodzenia skrzydeł samolotu. W wypadku zginęło 64 pasażerów i 4 członków załogi – wszyscy na pokładzie.

## Samolot
ATR 72-212 (nr. rej. N401AM) został wyprodukowany zaledwie kilka miesięcy przed wypadkiem. Wylatał tylko 1671 godzin. Maszyna lecąca z Indianapolis do Chicago została wypożyczona od linii lotniczych Simmons Airlines.

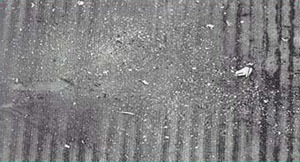
Miejsce wypadku

## Przebieg lotu
Maszyna wystartowała z lotniska Indianapolis International Airport w lot do O’Hare International Airport w Chicago o godz. 14:55. Maszyna wznosiła się na 10 000 stóp (3000 m). Załoga samolotu dostała polecenie wznoszenia na 16 300 stóp. W pewnym momencie ATR 72 wleciał w chmury deszczowe. Kilka chwil później zaczął padać silny, zamarzający deszcz. Piloci włączyli zgodnie z procedurami instalację przeciwoblodzeniową i zniżyli samolot na wysokość 8000 stóp (2400 m), przez co wyłączył się w nim autopilot. Podczas schodzenia z wysokości załoga schowała klapy, na których przez jakiś czas leciała. Spowodowało to zwiększenie kąta natarcia, a wkrótce po tym zwalenie się samolotu na skrzydło z dużą utratą wysokości. Dwie minuty po tym ATR 72 rozbił się na polu kukurydzy pod Roselawn. Spośród 68 osób na pokładzie nikt nie przeżył wypadku.

## Przyczyny
Według ustaleń NTSB, przyczyną wypadku była nagła utrata kontroli, spowodowana opadami marznącego deszczu. W następstwie opadów doszło do oblodzenia skrzydeł, co spowodowało wypadek. Jak wykazały późniejsze testy przeprowadzone przez NASA, oblodzenie wystąpiło pomimo działającego systemu odladzającego. Specyfika marznącego deszczu wraz z ustawieniem samolotu w powietrzu (piloci wyrównywali lot względem ziemi) wytworzyły warstwy lodu, które gromadziły się na tylnych częściach skrzydeł poza obszarem działania systemu odladzającego. Skutkiem narastającej warstwy lodu i schowania wychylonych klap, nastąpiło samoczynne skrajne wychylenie się lotek, co pociągnęło za sobą gwałtowny przechył samolotu (zwalenie się) na skrzydło i lot ku ziemi. Piloci nie byli w stanie zapanować nad maszyną, gdyż opór od lotek był zbyt duży. Samolot rozbił się uderzając z dużą prędkością w ziemię.

## Konsekwencje
Wkrótce po przedstawieniu wniosków, w Stanach Zjednoczonych zakazano lotów tym typem maszyn w rejonach narażonych na oblodzenie. Większość linii lotniczych przesunęła swoją flotę ATR na południe kraju oraz na Karaiby, gdzie ryzyko wystąpienia tego typu problemu było stosunkowo niskie. Ponadto producent zwiększył obszar działania systemu odladzającego na skrzydłach o kilka procent, co również miało poprawić bezpieczeństwo lotów. Wdrożono także szereg innych szczegółowych procedur dla pilotów, które podniosły sprawność samolotów ATR w warunkach powodujących silne oblodzenie.

## Obywatelstwo ofiar wypadku
| Państwo           | Pasażerowie | Załoga | Razem |
| ----------------- | ----------- | ------ | ----- |
| Stany Zjednoczone | 46          | 4      | 50    |
| Wielka Brytania   | 6           | –      | 6     |
| Kanada            | 3           | –      | 3     |
| Kolumbia          | 3           | –      | 3     |
| Szwecja           | 2           | –      | 2     |
| Korea Południowa  | 1           | –      | 1     |
| Lesotho           | 1           | –      | 1     |
| Meksyk            | 1           | –      | 1     |
| Niemcy            | 1           | –      | 1     |
| Razem             | 64          | 4      | 68    |

- Źródło[1]:.